# کامبیز کاهه
کامبیز کاهه منتقد سینمایی، فیلم نامه‌نویس و مترجم ایرانی است.

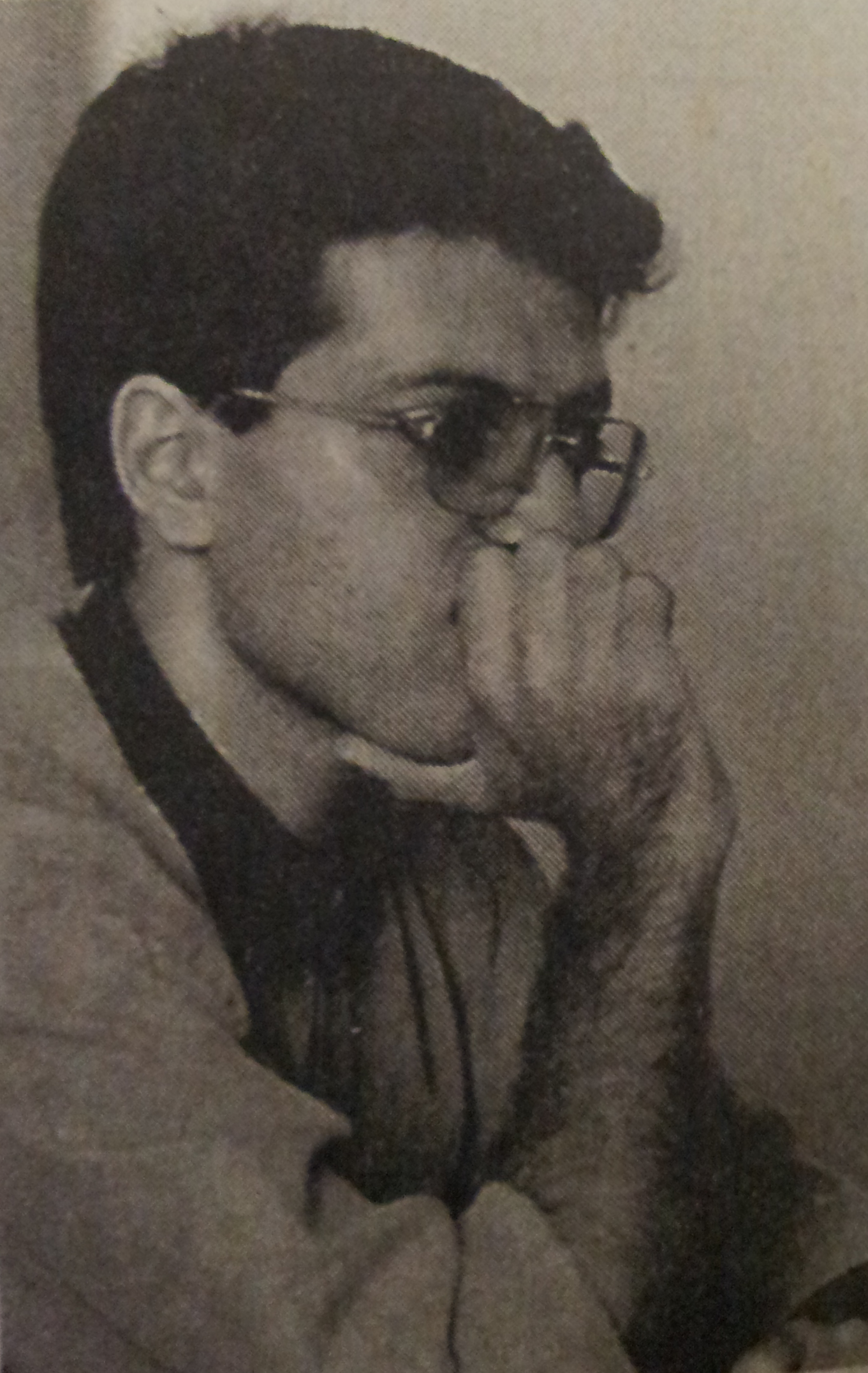
کامبیز کاهه ۱۳۷۰

## زندگی‌نامه
کامبیز کاهه در سال ۱۳۴۷ در تهران زاده شد. وی لیسانس مهندسی سخت‌افزار کامپیوتر از دانشگاه صنعتی شریف دارد.

## فعالیت‌ها
اولین بار در سال ۱۳۶۵ نقد کامبیز کاهه بر فیلم جاده‌های سرد در بخش خوانندگان مجلهٔ فیلم چاپ شد. او با چاپ نقد فیلم هندی موهان مستأجر در صفحات اصلی مجلهٔ فیلم به عضویت هیئت تحریریهٔ این ماهنامه درآمد. کامبیز کاهه از نسل جوانان مستعد، خوش‌ذوق و با قریحه‌ای بود که در اوایل دههٔ ۱۳۷۰ خورشیدی درخشیدند ولی پس از بازداشت وی در سال ۱۳۸۱ سکوت اختیار کرد و پس از آن فقط همکاری محدودی با دانش‌نامه و راهنمای فیلم انتشارات روزنه‌کار داشته ‌است. نقدهای کوتاه و موجز کامبیز کاهه در راهنمای فیلم روزنه‌کار نشان از درک عمیق او از سینماست.
کامبیز کاهه هم چنین از سال ۱۳۸۰ سردبیری سایت سینمایی «فیلم و سینما» را برعهده داشت.
در نظرخواهی که از منتقدان و نویسندگان سینمایی کشور در سال ۱۳۸۷ انجام شد کاهه در فهرست ده منتقد سینمایی برتر سی سال اخیر پس از هوشنگ گلمکانی و جواد طوسی، در ردهٔ سوم قرار گرفت. این نظرخواهی را روزنامهٔ سینمایی امتیاز، با شرکت ۷۵ منتقد و روزنامه‌نگار فعال در روزنامه‌های اطلاعات، کیهان، رسالت، مردم‌سالاری، جام‌جم، اعتماد، همشهری، ایران، خبرگزاری‌های فارس، ایرنا، ایسنا، مهر و…، مجلات فیلم، دنیای تصویر، سینما و…، سایت‌های سینمای ما و پرشیافیل و شبکه‌های جام‌جم و خبر سیما برگزار کرد.

## بازداشت
کامبیز کاهه از جمله افرادی بود که در جریان بازداشت نویسندگان نشریات سینمایی در اسفند ۱۳۸۱ توسط نیروی انتظامی بازداشت شد. وی پس از بازداشت تا مدت‌ها فعالیت سینمایی نداشته‌است.

## آثار

### ترجمه
- دلوز، ژیل و دیگران. نظریه فیلم (مجموعه مقالات)، تهران: سازمان چاپ و انتشارات وزارت فرهنگ و ارشاد اسلامی، ۱۳۹۰.
- کالمار، برت و هری روبی. سوپ اردک (فیلمنامه)، تهران: نشر نی، ۱۳۸۰.
- کسلرینگ، جوزف. آرسنیک و تور کهنه (نمایشنامه)، تهران: روزنه کار، ۱۳۸۱.
- دلوز، ژیل. «تزهایی در باب حرکت: تفسیر نخست بر برگسون»، ارغنون، شماره ۲۳، صفحه ۲۳ تا ۴۶.
- رنوار، ژان. «فیلم‌های من»، نقد سینما، پاییز ۱۳۷۳، شماره ۳، صفحه ۱۲۶ تا ۱۳۹.
- دیتریش، مارلنه. «ستاره‌ای در شب»، حرفه:هنرمند، تابستان ۱۳۸۱، شماره ۱، صفحهٔ ۱۸۱.

### تألیف
- دانشنامه سینمایی: کتاب دوم: بازیگران، تهران: روزنه کار، ۱۰ اردیبهشت ۱۳۸۴. (به همراه محسن آزرم و دیگران)
- دانشنامه سینمایی: کتاب سوم: کارگردانان، تهران: روزنه کار، ۱۰ اردیبهشت ۱۳۹۰. (به همراه محسن آزرم و دیگران)
- «رقص در «موزیکال کلاسیک» هالیوودی»، مقام موسیقایی، پاییز ۱۳۷۹، شماره ۸، صفحه ۱۱۲ تا ۱۱۵.
- «هالووین به جای کریسمس»، نقد سینما، تابستان ۱۳۷۳، شماره ۲، صفحه ۱۵۰ تا ۱۵۱.
- «عوامل گرمازا (رودخانه)»، نقد سینما، پاییز ۱۳۷۳، شماره ۳، صفحه ۱۶۰ تا ۱۶۳.
- «فمینیسم و سینما: حساسیت تشدید شده»، نقد سینما، زمستان ۱۳۷۳، شماره ۱۰، صفحه ۵۷ تا ۶۸.
- «دو شخصیت، منظره ساحل و آن ماهیگیر (پایان یک فیلم: سانشوی مباشر)»، فارابی، بهار ۱۳۷۷، شماره ۲۸، صفحه ۲۱۹ تا ۲۲۱
- «داستان نیویورک (۱)»، کلک، آذر و دی ۱۳۷۲، شماره ۴۵ و ۴۶، صفحه ۲۵۸ تا ۲۶۷.
- «داستان نیویورک (۲)»، کلک، بهمن و اسفند ۱۳۷۲، شماره ۴۷ و ۴۸، صفحه ۲۹۱ تا ۲۹۷.
- «هراس نامریی زیستن: فیلم‌های نیوزیلندی جین کمپیون»، فارابی، تابستان ۱۳۷۷، شماره ۲۹، صفحه ۹۴ تا ۱۰۵.
- «درس‌های زندگی یک عاشق سینما»، فارابی، تابستان ۱۳۷۷، شماره ۲۹، صفحه ۲۰۰ تا ۲۰۳.[۹][۱۰][۱۱]